# Aïn Taghrout
Aïn Taghrout (în arabă عين تاغروت) este o comună din provincia Bordj-Bou-Arreridj, Algeria.
Populația comunei este de 12.906 locuitori (2008).